# L'Ornière
L'Ornière (Unterm Rad en allemand) est un roman écrit en 1906 par Hermann Hesse. Le sujet est une sévère critique de l'éducation qui se concentre uniquement sur les performances scolaires des élèves. Plusieurs éléments autobiographiques sont présents dans l'histoire, comme le fait qu'Hermann Hesse ait fréquenté puis ait été expulsé du monastère de Maulbronn .

## Résumé
L'Ornière est l'histoire de Hans Giebenrath, un garçon doué qui est envoyé au monastère de Maulbronn pour devenir pasteur. Son éducation est complètement tournée vers la connaissance en négligeant ainsi son développement personnel. Son ami proche, Hermann Heilner, un étudiant plus indépendant et lyrique, est une source de confort pour Hans. Heilner est expulsé du séminaire, et Giebenrath est renvoyé à la maison après la chute de ses résultats scolaires  parallèlement à l'apparition de symptômes de maladie mentale.
De retour à la maison, il a du mal à se faire à sa situation, ayant perdu la grande partie de son enfance dans les études et n'ayant donc jamais noué de relations personnelles avec quiconque dans son village. Il devient apprenti mécanicien, et semble être satisfait de son travail, concret à l'opposition de l'abstraction scolaire qu'il a suivie jusqu'alors. À l'exception de quelques accomplissements personnels, il ne se fera jamais à sa situation personnelle. Lors d'une tournée des bars dans un village voisin, lui et ses collègues finissent ivres. Giebenrath quitte le groupe pour rentrer à la maison plus tôt, son père étant très strict sur son horaire de rentrée. Le lendemain, il est retrouvé noyé dans une rivière.